# Intento de asesinato de Juan Pablo II

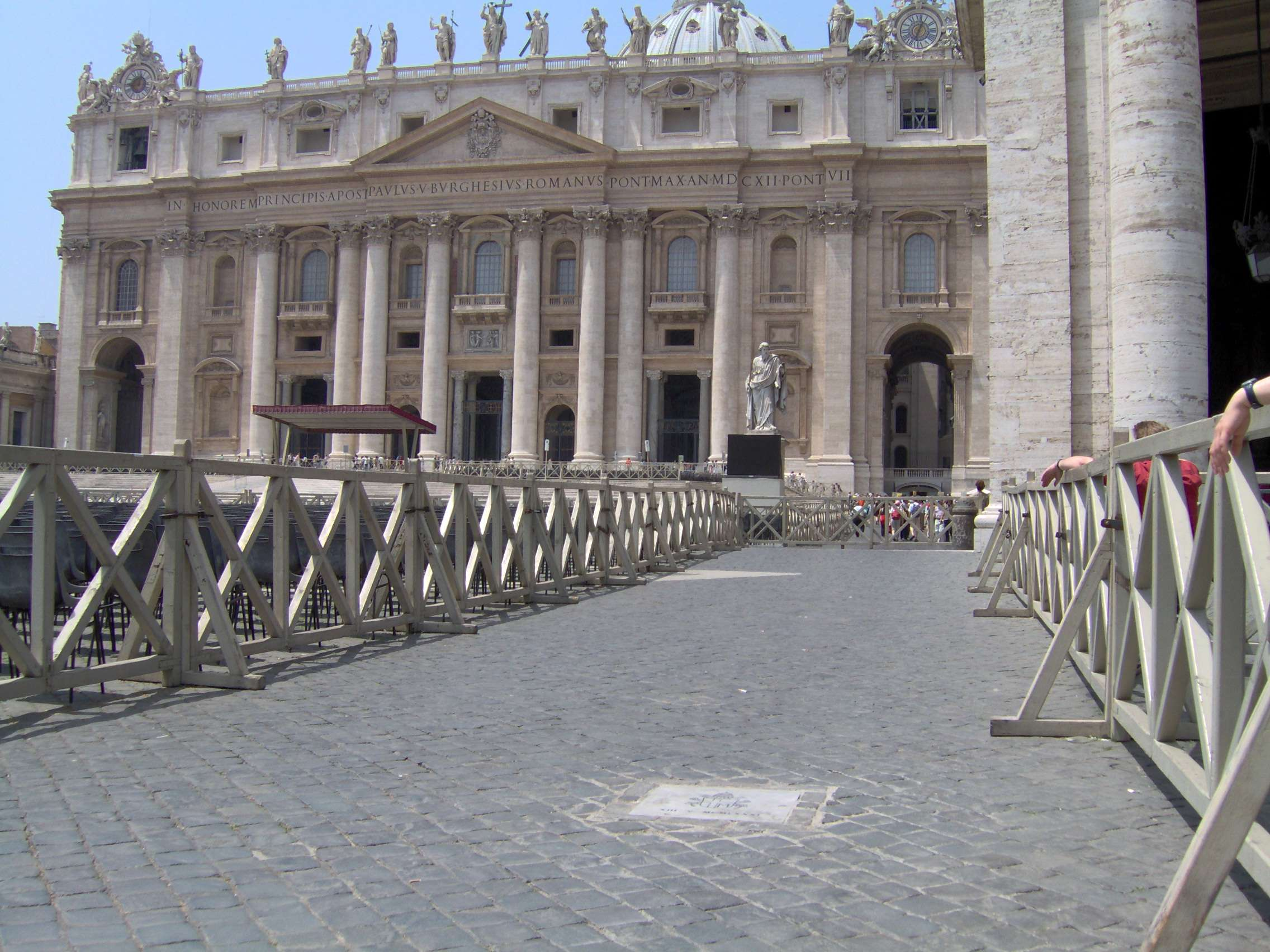
El lugar del atentado, señalado por una losa de piedra, en la plaza de San Pedro.

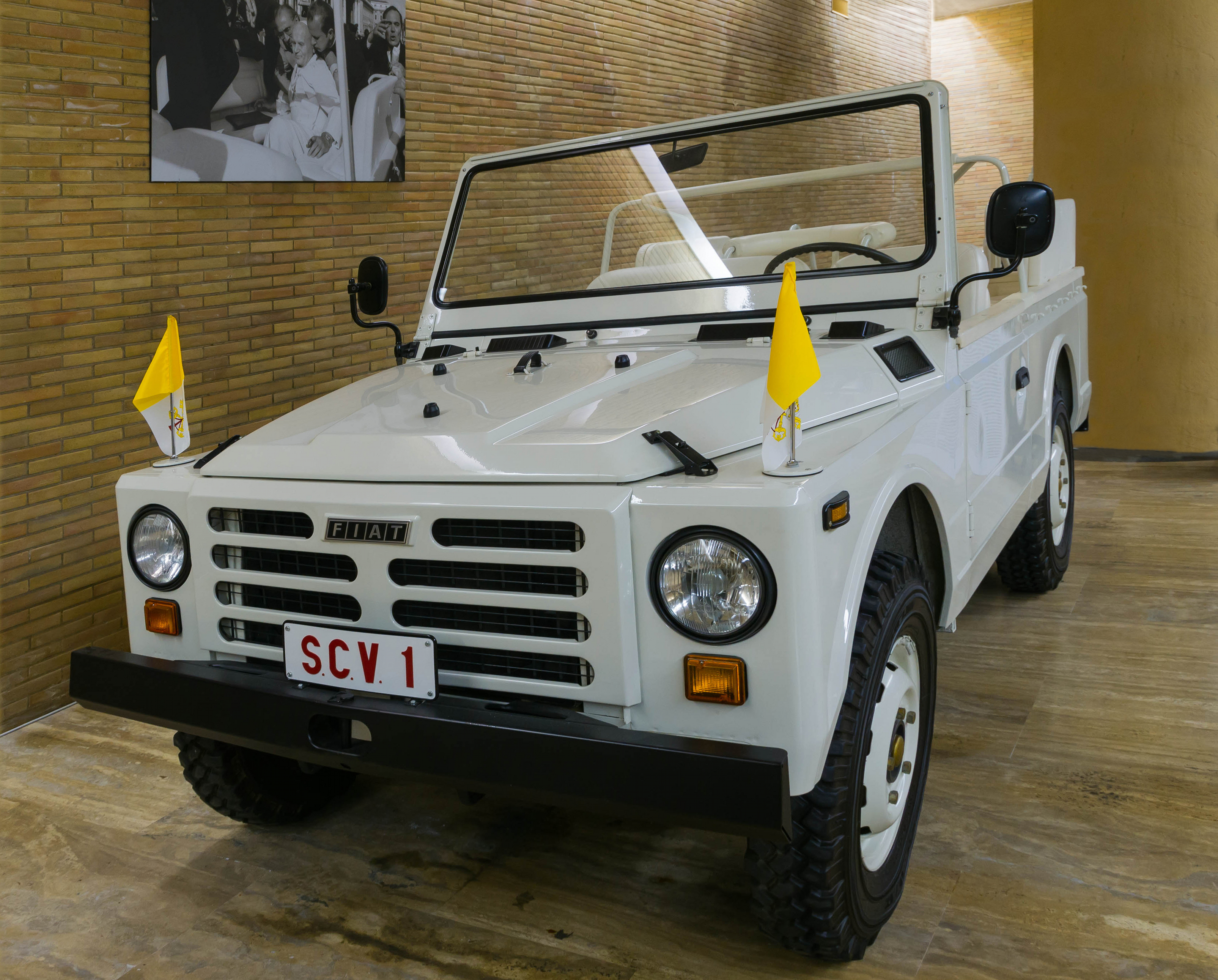
El automóvil donde cayó herido Juan Pablo II por 4 impactos de bala.

El intento de asesinato contra el papa Juan Pablo II tuvo lugar el miércoles 13 de mayo de 1981, en la plaza de San Pedro de la Ciudad del Vaticano. Mehmet Ali Ağca disparó contra el papa cuatro veces mientras este entraba en la plaza. A causa de los disparos, el papa perdió bastante sangre y tuvo que ser hospitalizado. Ağca fue apresado inmediatamente y sentenciado a cadena perpetua por un juzgado italiano. Posteriormente el papa perdonó a Ağca por haber intentado asesinarlo. El presidente italiano Carlo Azeglio Ciampi otorgó el indulto a Ağca a petición del papa, tras lo cual fue deportado a Turquía en junio del 2000.

## Intento de asesinato del papa
En agosto de 1980, bajo el seudónimo de Vilperi, Ağca empezó a recorrer la región mediterránea, cambiando varias veces de pasaporte y de identidad, quizás para evitar mostrar el origen de su viaje: Sofía, Bulgaria. Entró en Roma el 10 de mayo de 1981 en un tren desde Milán. De acuerdo al testimonio posterior de Ağca, en Roma se encontró con 3 cómplices: un compatriota turco y 2 búlgaros. La operación estaba liderada por Zilo Vassilev, un militar búlgaro que residía en Italia. Según Vassilev, la misión le había sido encargada por el mafioso turco Bekir Çelenk en Bulgaria.
Según Ağca, el plan era que él y el pistolero Oral Çelik abrieran fuego contra el papa en la plaza de San Pedro y después escaparan a la embajada búlgara aprovechando el pánico generado por una pequeña explosión. El 13 de mayo se sentaron en la plaza escribiendo postales, mientras esperaban la llegada del papa. Cuando el papa pasó, Ağca le disparó varias veces con una pistola semiautomática Browning Hi-Power calibre 9 mm, generando un ensordecedor griterío entre los asistentes a la audiencia en la plaza San Pedro. Varios testigos (entre ellos una monja y dos cardenales) le impidieron tanto disparar más veces como escapar. Fue atrapado por Camillo Cibin, el jefe de seguridad del Cuerpo de Gendarmería de la Ciudad del Vaticano. Juan Pablo II fue alcanzado por 4 balas, 2 de las cuales se alojaron en su estómago, otra le alcanzó en el brazo derecho y la última en la mano izquierda. Dos espectadores resultaron heridos a causa de las balas perdidas del sicario: Ann Odre, de Buffalo, Nueva York, recibió una bala en el pecho, y Rose Hill, de Jamaica, sufrió una herida superficial en el brazo. Çelik, presa del pánico, huyó sin poner la bomba ni abrir fuego.
El papa fue llevado al Palacio Apostólico para un primer diagnóstico, ya que exteriormente la herida no parecía seria. Pero una vez que se midió su pulso y presión fue evidente que el papa estaba en peligro y se avisó a una ambulancia. A pesar de que la bala había evitado tanto la aorta abdominal como la arteria mesentérica, Juan Pablo II perdió casi el 75% de su sangre, sufriendo un shock por desangramiento, debido a la perforación intestinal. El papa fue operado por el Dr. Francesco Crucitti en el Policlínico Universitario Agostino Gemelli, el centro traumatológico afiliado a la escuela de Medicina de la Universidad del Sagrado Corazón. Este centro siempre tiene una serie de habitaciones reservadas para el uso del papa. Juan Pablo II pasó por casi seis horas de cirugía intestinal de emergencia, que requirió transfusiones y una colostomía temporal que luego tuvo que ser deshecha. Varios meses después tuvo una infección de citomegalovirus, debido a haber recibido transfusión de sangre fresca que no había sido suficientemente tratada, por la urgencia con la que se había efectuado dicha transfusión. Cuando estuvo con el papa en la prisión Rebibbia de Roma la primera vez después de su intento, Ağca, un asesino profesional, le preguntó cómo había conseguido sobrevivir. El papa, que había estado consciente hasta el momento de entrar en el quirófano, presintió que sobreviviría, creyendo de corazón en la intercesión de la Virgen María, Nuestra Señora de Fátima (quien, en una de sus apariciones a los tres niños había profetizado que un «Obispo de blanco» sería atacado).
Juan Pablo II estaba enormemente agradecido al Dr. Crucitti y al resto de su equipo médico al cual había consultado (incluyendo a su viejo amigo y médico personal, el inmunólogo polaco Dr. Gabriel Turowski, que fue a Italia para contribuir con su experiencia, siendo él quien diagnosticó la infección de CMV, y al Dr. Renato Buzzoneti, el médico oficial del papa, que buscaría de nuevo el consejo del Dr. Crucitti cuando el papa desarrolló un tumor benigno de colon). El papa regresó de sus vacaciones en el Palacio de Castel Gandolfo en agosto de 1998 para expresar sus condolencias a la familia cuando el Dr. Crucitti falleció y después celebró personalmente su funeral y dijo la homilía (el doctor tenía fama por haber tutelado a varios médicos y cirujanos prominentes en el Policlínico, uno de los mejores hospitales de Italia).

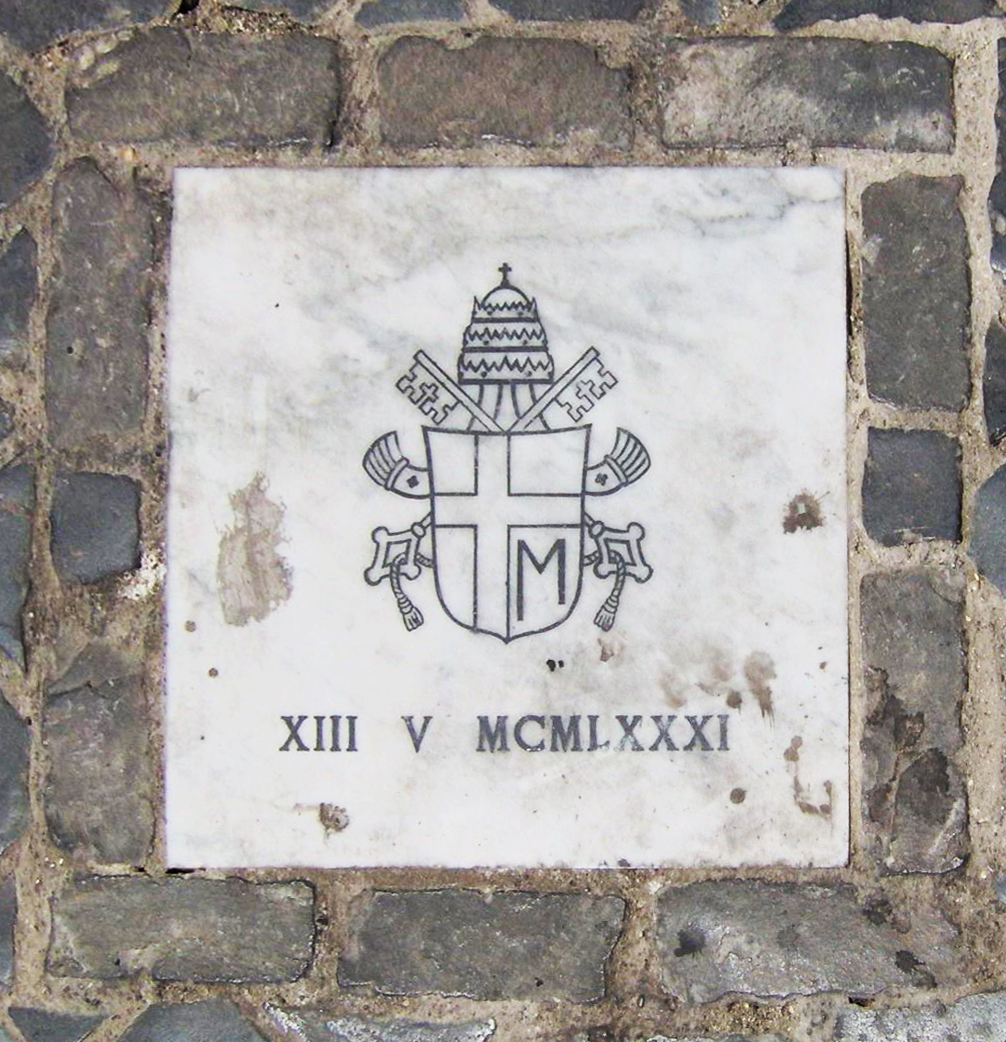
El lugar del tiroteo señalado por una pequeña losa de mármol, con el escudo papal y la fecha en números romanos inscritos en ella.

## Encarcelamiento de Ağca
Ağca fue sentenciado en julio de 1981 a cadena perpetua en Italia por el intento de asesinato, pero fue indultado por el presidente Carlo Azeglio Ciampi en junio de 2000, a petición del papa. Ağca fue extraditado a Turquía, donde fue encarcelado por el asesinato del periodista izquierdista Abdi İpekçi en 1979 y dos asaltos a bancos en los setenta. A pesar de la petición de ser liberado en noviembre de 2004, un juzgado turco dictaminó que no sería posible solicitar la libertad condicional hasta 2010. Pero el 12 de enero de 2006 un tribunal turco autorizó su liberación. Sin embargo, el 20 de enero de 2006, el Tribunal Supremo Turco dictaminó que el tiempo que había estado encarcelado en Italia no podía ser deducido de la sentencia turca, motivo por el cual fue aprehendido y encarcelado nuevamente. Ağca fue puesto en libertad el 18 de enero de 2010, después de casi 29 años tras las rejas.

## Relación con el papa Juan Pablo II
Después del tiroteo, el papa Juan Pablo II pidió a la gente «rezar por mi hermano [Ağca], al cual he perdonado sinceramente.» 
En 1983, Ağca y él se vieron y hablaron en privado, en la prisión donde Ağca estaba preso. Ağca besó el anillo del papa cuando terminó su encuentro. Asimismo, el papa estuvo en contacto con la familia de Ağca a lo largo de los años: conoció a su madre en 1987 y a su hermano una década después.
Aunque Ağca había dicho: «para mí [el papa] es la encarnación de todo lo capitalista» y había intentado asesinarlo, llegó a trabar amistad con el pontífice. En abril de 2005, durante la enfermedad del papa, Ağca rezaba desde su cárcel en Estambul por la mejoría de Juan Pablo II. Cuando el papa murió, Ağca declaró estar de luto: «He perdido al papa, mi hermano espiritual. Me sumo al duelo de mi pueblo cristiano católico» afirmó en un texto distribuido por su abogado.

## Motivaciones del intento de asesinato
Hay varias teorías sobre el intento de asesinato llevado a cabo por Mehmet Ali Ağca. Una de ellas, fuertemente defendida desde los ochenta por el periodista estadounidense Michael Ledeen, entre otros, es que el intento de asesinato se había fraguado en la URSS y que la KGB había ordenado a los servicios secretos de la Bulgaria y de Alemania Oriental llevar a cabo la tarea. El KGB habría ordenado al servicio secreto búlgaro asesinar a Juan Pablo II a causa de su apoyo a Solidarność, una federación sindical a la que se veía como una de las amenazas más significativas a la hegemonía soviética en Europa Oriental.
El propio Ağca dio múltiples versiones contradictorias entre sí sobre el asesinato y sus motivos. Originalmente, Ağca dijo ser un miembro del Frente Popular para la Liberación de Palestina (FPLP), pero prontamente el FPLP negó cualquier vínculo con él.

### LosLobos Grises
Algunos investigadores, especialmente Edward S. Herman, coautor junto con Frank Brodhead de "El alzamiento y la caída de la pista búlgara" (1986), y el periodista Michael Parenti, opinaron que la historia de Ağca era dudosa, resaltando el hecho de que Ağca no había mencionado la participación de agentes de Bulgaria hasta que fue aislado y visitado por agentes de la Inteligencia Militar Italiana (SISMI).
El 25 de septiembre de 1991, el exanalista de la CIA Melvin A. Goodman (que actualmente trabaja en el Center for International Policy) reveló que sus colegas, siguiendo órdenes jerárquicas, habían falsificado sus informes de análisis para apoyar la acusación. Declaró a la comité de inteligencia del Senado de los Estados Unidos que «la CIA no tiene ninguna prueba» sobre esta llamada «pista búlgara». Ni el tribunal del juez Severino Santiapichi, ni la investigación del juez Franco Ionta, encontraron ninguna evidencia de que el SISMI "sembró" la historia de Ağca. 
Un abogado francés, Christian Roulette, autor de varios libros que culpan a las agencias de inteligencia occidentales del intento de asesinato testificó ante el tribunal que la evidencia documental a la que se había referido en realidad no existía.,
 además los abogados franceses de Ağca consideraron muy dudoso que agentes búlgaros reclutaran a su cliente, pudiendo saber fácilmente que éste había militado en un grupo paramilitar de extrema derecha, e inverosímil que Bulgaria y la URSS se arriesgaran a patrocinar un atentado como éste, el cual podría más bien generar una grave crisis antisoviética en Polonia y perjudicar a la URSS a largo plazo. Por su parte, los servicios secretos búlgaros siempre habían protestado contra la acusación de complicidad, argumentando que la historia de Ağca era un bulo puramente anticomunista elaborado por los Lobos Grises, el servicio secreto italiano y la CIA, pues todos ellos habían cooperado en la red secreta de la OTAN denominada Gladio, consagrada a realizar impactantes atentados en Europa Occidental sembrando con ellos un presunto "nexo" de éstos con países del Pacto de Varsovia, para mantener artificiosamente en los países de la OTAN la "tensión" de la Guerra Fría. 
Gladio estaba en esa época envuelta en la estrategia de la tensión italiana, también seguida en Turquía por la "Contra-guerrilla", el brazo turco de Gladio; este sería el marco en el que se hubiera llevado a cabo el asesinato del papa. Edward Herman alegó que Michael Ledeen, quien estaba implicado en el Irán-Contra y a quien se relacionaba con la logia masónica italiana P2 también ligada a Gladio, fue contratado por la CIA para propagar la teoría búlgara. De hecho, Le Monde diplomatique declaró que Abdullah Çatli, uno de los líderes de los Lobos Grises, había organizado el intento de asesinato «a cambio de 3 millones de marcos alemanes» para los Lobos Grises. En Roma, Catli declaró en 1985 al tribunal italiano «que había sido contactado por el BND, la agencia de inteligencia alemana, quien le habría prometido una jugosa suma de dinero si implicaba a los servicios rusos y búlgaros en el intento de asesinato contra el papa». Según el coronel Alparslan Türkes, el fundador de los Lobos Grises, «Catli ha colaborado con un servicio secreto por el bien del estado».

### Lapista búlgara
El entonces director de la KGB soviética, Yuri Andropov estaba convencido de que la elección del papa Juan Pablo II era el producto de una "conspiración anglo-alemana" orquestada por Zbigniew Brzezinski, jefe de la CIA, para debilitar la hegemonía soviética en la Polonia católica y eventualmente para precipitar el colapso de la Unión Soviética al completo. El anuncio de la Santa Sede sobre una peregrinación papal a Varsovia en 1981, la segunda tras su visita de 1979, espoleó las aprensiones de Andropov al recordarse la enorme atracción de las masas polacas hacia Juan Pablo II durante su primera visita, donde sus actos públicos fueron seguidos por decenas de miles de individuos en diversas ciudades pese al esfuerzo del gobierno polaco por minimizar el evento. Ante ello, Andropov envió unas directrices secretas a los profesores de escuela soviéticos:

El papa es nuestro enemigo. Sus habilidades especiales y su gran sentido del humor lo hacen peligroso, porque cautiva a todo el mundo, especialmente a los periodistas. Además, siempre busca los gestos superficiales en sus relaciones con la masa, por ejemplo, se pone un sombrero escocés, aprieta las manos de todo el mundo, besa niños, etcétera. Es el modelo de las campañas presidenciales estadounidenses. A causa de las actividades de la Iglesia en Polonia, nuestras actividades diseñadas para ateizar a la juventud no sólo no pueden decaer, sino que tienen que desarrollarse intensamente. Para cumplir este objetivo, todos los medios están permitidos y no nos podemos permitir tener sentimientos.

Se supo que Ali Ağca había hecho varios viajes a Sofía, la capital de Bulgaria y se quedó allí en un hotel frecuentado por agentes de los servicios secretos búlgaros. También había tenido contactos con un agente búlgaro en Roma, cuya cubierta era la oficina de la aerolínea nacional búlgara. Poco después del tiroteo, Sergei Antonov, un búlgaro que trabajaba en Roma para la aerolínea "Balkan Air", fue arrestado a causa del testimonio de Ağca, siendo acusado de ser el agente búlgaro que diseñó la conspiración, pero en 1986 fue declarado inocente después de un juicio de tres años. De acuerdo al jefe de la CIA en Turquía, Paul Henze, Antonov había declarado después que en Sofía había sido contactado por el Servicio Secreto Búlgaro y por mafiosos turcos que le habían ofrecido tres millones de marcos alemanes a cambio de asesinar al papa.
El periodista estadounidense Arnaud de Borchgrave argumenta que los agentes búlgaros eligieron a Ağca para tener una "negación plausible", pues sería inverosímil escoger para el asesinato a un miembro de los ultraderechistas Lobos Grises, quien además habría estado envuelto en rutas de narcotráfico a través de Bulgaria hacia Europa Occidental; elegir a Ağca haría precisamente que lo improbable del vínculo alejase a los servicios búlgaros (y a la KGB) de cualquier sospecha como en una típica Operación de bandera falsa.

### Las afirmaciones de la Comisión Mitrokhin
De acuerdo con el periódico italiano Corriere della Sera, los documentos recuperados de la antigua Stasi de Alemania Oriental confirmaron que el intento de asesinato de 1981 contra el papa Juan Pablo II fue decidido por la KGB soviética y asignado a los agentes búlgaros y de la RDA, con la Stasi coordinando la operación y cubriendo los rastros dejados, sin embargo, Markus Wolf, el exjefe de espías de la Stasi, ha denegado cualquier vínculo y argumentado que los archivos ya habían sido "desclasificados" en 1995 sin probarse semejantes afirmaciones.
En marzo de 2006, antes de las elecciones generales de Italia, la controvertida "Comisión Mitrokhin", creada por Silvio Berlusconi y encabezada por el senador derechista Paolo Guzzanti de Forza Italia, volvió a apoyar la teoría búlgara, que había sido rechazada por Juan Pablo II durante su viaje a Bulgaria. El senador Guzzanti afirmó que «ciertos líderes de la antigua Unión Soviética estaban detrás del intento de asesinato», argumentando que «los líderes de la Unión Soviética tomaron la iniciativa de eliminar al papa por su apoyo a Solidarność, recayendo dicho encargo en los servicios secretos militares» (y no en la KGB). Las afirmaciones del informe estaban basadas en recientes análisis computarizados de fotografías, que trataban de probar la presencia de Antonov en la plaza de San Pedro durante el tiroteo y en la información reunida por el juez antiterrorista francés Jean-Louis Bruguière, una figura controvertida cuya última acción había sido acusar al presidente de Ruanda, Paul Kagame, de haber provocado deliberadamente el Genocidio de Ruanda de 1994 contra su propio grupo étnico, con el objetivo de tomar el poder. De acuerdo a Le Figaro, Bruguière, que tiene contacto cercano tanto con Moscú como con Washington D. C., incluyendo agentes de inteligencia, ha sido acusado por mucho de sus colegas de «priorizar la razón de Estado sobre la ley.»
Tanto Rusia como Bulgaria rechazaron enérgicamente el informe emitido en Italia. «Para Bulgaria, este caso se cerró con la decisión del tribunal en Roma en marzo de 1986», dijo el portavoz del Ministerio de Asuntos Exteriores, Dimitar Tsanchev, quien también aludió a los comentarios del papa durante su visita a Bulgaria en 2002. El senador Guzzanti dijo que la comisión había decidido reabrir el informe del intento de asesinato en 2005, después de lo que escribió el papa en su último libro ("Memoria e identidad: conversaciones entre milenios"). En ese texto Juan Pablo II declaró estar  convencido de que el tiroteo no había sido iniciativa de Ağca y que «otra persona lo planeó y se lo encargó [a Ağca]». 
La Comisión Mitrokhin también afirmó que Romano Prodi, un antiguo primer ministro de Italia, había sido «el hombre de la KGB en Italia» según las informaciones recibidas en el Archivo Mitrojin, pero la Comisión fue criticada por no acreditar acusaciones diferentes a las ya expresadas en el citado Archivo, siendo que el propio Vasili Mitrojin nunca había mencionado nexos entre la KGB y el atentado de 1981. A finales de diciembre de 2006 uno de los principales informadores del senador Guzzanti, un exagente del SISMI llamado Mario Scaramella, fue arrestado y acusado, entre otras cosas, de difamación contra Prodi. 
El fiscal de Roma, Pietro Salvitti, que estaba al cargo de las investigaciones sobre Mario Scaramella, demostró, según La Repubblica, que Nicolò Pollari, director del SISMI (la agencia de inteligencia militar italiana) e imputado en el caso del secuestro del imán de Milán Abu Omar, así como el número dos del SISMI, Marco Mancini, arrestado en julio de 2006 por la misma razón, habían sido algunos de los informadores, junto con Mario Scaramella, del senador Paolo Guzzanti, lo cual hacía dudosos sus informes. Además de dirigirse a Romano Prodi y su equipo, esta «red», de acuerdo con las palabras de Pieto Salvitti, también pretendía difamar al General Giuseppe Cucchi (el por entonces director del CESIS), a los jueces milaneses Armando Spataro (que estaba a cargo del caso del secuestro del Imán) y Guido Salvini, así como a los reporteros de La Repubblica Carlo Bonini y Giuseppe D'Avanzo, que descubrieron el caso del "Nigergate". La investigación también mostró una conexión entre Scaramella y la CIA, en particular a través de Filippo Marino, uno de los socios más cercanos de Scaramella desde los 90, y cofundador del ECPP, quien actualmente reside en los Estados Unidos. Marino se ha referido en una entrevista a una asociación con oficiales de la CIA, algunos retirados y otros activos, incluyendo a Robert Lady, el exjefe de la oficina de la CIA en Milán, acusado por el fiscal Armando Spataro por haber coordinado el secuestro de Abu Omar.

### Espías en el Vaticano
En 2009, el periodista y antiguo oficial de la inteligencia del ejército estadounidense, John Koehler publicó Espías en el Vaticano: La Guerra Fría de la Unión Soviética contra la Iglesia Católica. Declarando haber "excavado" casi siempre en los archivos de la policía secreta polaca y en documentos de la Stasi, Koehler afirmó que el intento de asesinato contra Juan Pablo II sí estaba «respaldado por la KGB» y dio detalles sobre el tema implicando a agentes de la RDA y la URSS antes que agentes búlgaros.

### ¿Una «pista vaticana»?
El 26 de junio de 2000 el papa Juan Pablo II publicó el «Tercer Secreto de Fátima», donde decía que el intento de asesinato de Ağca fue el cumplimiento de este "Tercer Secreto". El 13 de mayo (la fecha del intento de asesinato) es el aniversario de la primera aparición de la Virgen María a los tres niños de Fátima, algo que al papa siempre le pareció significativo, y por lo tanto atribuía su supervivencia ese día a su protección. Algunos dudan que la Iglesia haya revelado completamente el contenido de este "Secreto", creyendo que en realidad el mismo está predicho en el Apocalipsis. Mientras estaba en prisión bajo fianza se hizo popular el hecho de que Ağca había desarrollado una auténtica obsesión con las Apariciones de Fátima. Durante el juicio de 1981-1983 el mismo Ağca inclusive afirmó ser la segunda venida de Jesucristo e instó a la Santa Sede a revelar el Tercer Secreto.
El 31 de marzo de 2005, sólo dos días antes de la muerte del papa, La Repubblica entrevistó a Ağca. Éste declaró que estaba trabajando en un libro sobre el intento de asesinato. La Repubblica reprodujo las palabras de Ağca explicando en profundidad que había tenido cómplices en el Vaticano que le habían ayudado en el intento de asesinato, «el demonio está dentro de los muros del Vaticano». También dijo:
:«Muchos políticos calculadores están preocupados sobre lo que pasaría si se revelase la verdad completa. Algunos temen que el Vaticano tenga un colapso espiritual como el muro de Berlín. Mi pregunta es: ¿por qué la CIA, el SISMI, el SISDE y otras agencias de inteligencia no revelan la verdad sobre el caso Orlandi?
Q: Dicen que es porque todavía hay incertidumbres sobre ese caso.
Ağca: En los 80, ciertas personas del Vaticano pensaron que yo era el nuevo mesías, así que organizaron toda la intriga con Emanuela Orlandi, y todos los otros incidentes que no quieren revelar, para poder liberarme.»
Emanuela Orlandi, la hija de un empleado de la Santa Sede, desapareció cuando tenía quince años el 22 de junio de 1983 sin ser hallada desde entonces. Hubo llamadas de teléfono anónimas que ofrecieron su liberación a cambio de la liberación de Ağca. Se dijo que el Arzobispo Paul Marcinkus había sido cómplice del secuestro, pero nunca se le imputó ningún cargo.
Una semana después de esta entrevista, Associated Press citó palabras de Ağca negando haber hecho tales afirmaciones. Años después, en noviembre de 2010, Ağca afirmó públicamente que el cardenal Agostino Casaroli había estado detrás del intento de asesinato de Juan Pablo II en 1981.

## En la ficción
El guion de la novela Red Rabbit de Tom Clancy se centra ampliamente en el atentado contra la vida del Papa, ordenado por la KGB y llevado a cabo por un sicario búlgaro, también responsable de la muerte de Georgi Markov. También se hacen menciones del intento de asesinato al final del anime Chrono Crusade.
En la novela El Laberinto de Agua de Eric Frattini se relata el atentado contra la vida del Papa, ordenado y orquestado por el secretario de Estado de la Santa Sede, tal y como revelaría a la prensa pocos meses después el propio Mehmet Ali Ağca.